# História da homossexualidade
As atitudes da sociedade sobre as relações entre pessoas do mesmo sexo têm variado ao longo do tempo e do lugar. As atitudes em relação à homossexualidade masculina têm variado desde exigir que os homens se envolvam em relações entre pessoas do mesmo sexo até à integração casual, através da aceitação, até ver a prática como um pecado menor, reprimindo-a através de mecanismos judiciais e de aplicação da lei, e proibindo-a sob pena de morte. Além disso, variou se quaisquer atitudes negativas em relação aos homens que fazem sexo com homens se estenderam a todos os participantes, como era comum nas religiões abraâmicas, ou apenas aos participantes passivos (penetrados), como era comum na Grécia Antiga e na Antiga Roma. Historicamente, a homossexualidade feminina tem recebido menos reconhecimento, aceitação explícita e oposição. O conceito generalizado de homossexualidade como orientação sexual e identidade sexual é um desenvolvimento relativamente recente, tendo a própria palavra sido cunhada no século XIX.
Muitas figuras históricas masculinas, incluindo Sócrates, Lord Byron, Eduardo II e Adriano, tiveram termos como gay ou bissexual aplicados a eles; alguns estudiosos, como Michel Foucault, consideraram isso como um risco de introdução anacrônica de uma construção social contemporânea de sexualidade estranha à sua época, embora outros contestem isso. Um traço comum do argumento construcionista é que ninguém na Antiguidade ou na Idade Média experimentou a homossexualidade como um modo de sexualidade exclusivo, permanente ou definidor. John Boswell rebateu este argumento citando antigos escritos gregos de Platão, que descrevem indivíduos que exibem homossexualidade exclusiva.
O Sul da Ásia tem uma história registrada e verificável de homossexualidade que remonta pelo menos a 1200 AC. Textos médicos hindus escritos na Índia deste período documentam atos homossexuais e tentam explicar a causa de uma maneira neutra/científica. Numerosas obras de arte e obras literárias deste período também descrevem a homossexualidade. O Canon Pali, escrito no Sri Lanka entre 600 aC e 100 aC, afirma que as relações sexuais, sejam de natureza homossexual ou heterossexual, são proibidas no código monástico, e afirma que quaisquer atos de sexo homossexual suave (como masturbação e sexo intercrural) não implica punição, mas deve ser confessado no mosteiro. Estes códigos aplicam-se apenas aos monges e não à população em geral. O Kama Sutra, escrito na Índia por volta de 200 DC, também descreveu positivamente vários atos sexuais homossexuais.

## Perspectiva antropológica
Num estudo de 1976, Gwen Broude e Sarah Greene compararam as atitudes e a frequência da homossexualidade nos estudos etnográficos disponíveis na amostra transcultural padrão. Descobriram que de 42 comunidades: a homossexualidade foi aceite ou ignorada em 9; 5 comunidades não tinham conceito de homossexualidade; 11 consideraram indesejável, mas não estabeleceram punições, e 17 reprovaram veementemente e puniram. De 70 comunidades, a homossexualidade foi relatada como ausente ou rara em frequência em 41, e presente ou não incomum em 29.
A abordagem antropológica em relação à homossexualidade é ampla e complexa, refletindo as diversas culturas e sociedades ao redor do mundo. Os antropólogos estudam a diversidade cultural e as práticas sociais, incluindo aquelas relacionadas à sexualidade, para entender como diferentes grupos humanos concebem, vivenciam e organizam suas vidas. É importante destacar que as atitudes em relação à homossexualidade variam consideravelmente de uma cultura para outra e ao longo do tempo. O que pode ser aceito ou rejeitado em uma sociedade pode ser completamente diferente em outra. Os antropólogos frequentemente adotam uma abordagem de relativismo cultural, que implica a suspensão de julgamentos de valor e a compreensão das práticas culturais dentro de seus próprios contextos. A homossexualidade é percebida de maneiras diversas em diferentes culturas, e o relativismo cultural busca compreender as normas e valores específicos de cada sociedade.
Algumas perspectivas antropológicas argumentam que a sexualidade, incluindo a orientação sexual, é uma construção social moldada por fatores culturais, históricos e sociais. A homossexualidade pode ser vista como uma categoria socialmente construída, sujeita a interpretações e significados específicos em diferentes culturas. O estudo da homossexualidade através das lentes antropológicas também envolve a análise de como as atitudes mudaram ao longo do tempo em uma determinada sociedade. Em muitas culturas, o que é considerado aceitável em termos de comportamento sexual pode mudar significativamente, refletindo transformações culturais mais amplas. Em algumas culturas, as práticas homossexuais são vistas à luz das normas de gênero e papéis sociais atribuídos. A homossexualidade pode desafiar ou reforçar normas de gênero, dependendo do contexto cultural. Algumas culturas veem a homossexualidade como algo natural e aceitável, enquanto outras a consideram um tabu. A estigmatização da homossexualidade muitas vezes está ligada a crenças religiosas, sociais e históricas específicas. Em resumo, a perspectiva antropológica sobre a homossexualidade destaca a diversidade de experiências e interpretações culturais em torno da sexualidade. Ela desafia as noções de uma norma universal e destaca a importância de entender as práticas sociais dentro de seus contextos culturais específicos.

## Nas Américas

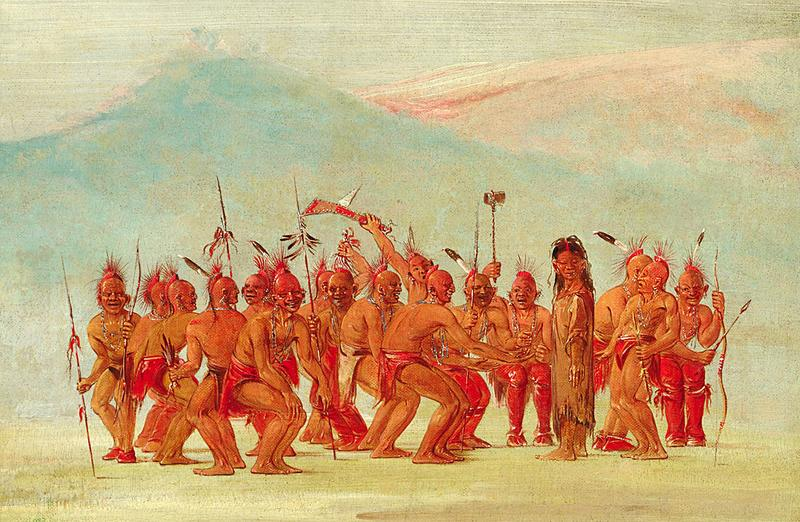
Desenho de George Catlin (1796–1872) enquanto estava nas Grandes Planícies entre a Nação Sac e Fox. Retratando um grupo de guerreiros dançando em torno de uma pessoa de corpo masculino em um vestido de mulher, o artista não-nativo George Catlin intitulou a pintura Dance to the Berdache

Entre os povos indígenas das Américas antes da colonização europeia, várias nações respeitavam papéis cerimoniais e sociais para indivíduos homossexuais, bissexuais e não-conformes de género nas suas comunidades; em muitas comunidades contemporâneas de nativos americanos e das Primeiras Nações, essas funções ainda existem. Embora cada cultura indígena tenha seus próprios nomes para esses indivíduos, um termo moderno e pan-indiano que foi adotado em 1990 é "Dois Espíritos". Este novo termo não foi universalmente aceite, tendo sido criticado por comunidades tradicionais que já possuem termos próprios para as pessoas agrupadas sob este "neologismo urbano", e por aqueles que rejeitam o que chamam de implicações binárias "ocidentais", como o que implica que os nativos acreditam que esses indivíduos são "homens e mulheres". No entanto, geralmente encontrou mais aceitação do que o termo antropológico que substituiu. Indivíduos homossexuais e com variantes de gênero também eram comuns entre outras civilizações pré-conquista na América Latina, como os astecas, os maias, os quíchuas, os moches, os zapotecas e os tupinambá do Brasil.

Os conquistadores espanhóis ficaram horrorizados ao descobrir a sodomia praticada abertamente entre os povos nativos e tentaram esmagá-la submetendo os berdaches (como os espanhóis os chamavam) sob seu domínio a penas severas, incluindo execução pública, queimaduras e despedaços por cães.

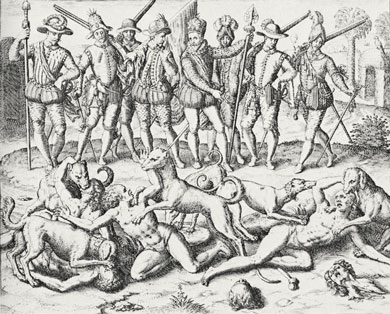
O explorador Vasco Núñez de Balboa lançou seus cães de guerra contra os indianos praticantes de sodomia em 1513; Biblioteca Pública de Nova York

## Leste da Ásia
No Leste Asiático, o amor entre pessoas do mesmo sexo tem sido mencionado desde os primeiros registros da história. A homossexualidade está amplamente documentada na China antiga e as atitudes em relação a ela variavam de acordo com o tempo, o local e a classe social. A literatura chinesa registrou múltiplas anedotas de homens envolvidos em relacionamentos homossexuais. Na história das sobras de pêssego (余桃), ambientada durante a Era da Primavera e Outono, o historiador Han Fei registrou uma anedota sobre o relacionamento de Mi Zixia (彌子瑕) e o Duque Ling de Wei (衛靈公) em que Mizi Xia compartilhou um pêssego especialmente delicioso com seu amante. (p32) A história da manga cortada (断袖) registrou o Imperador Ai de Han compartilhando a cama com seu amante, Dongxian (董賢); quando o Imperador Ai acordou mais tarde, ele cortou cuidadosamente a manga, para não acordar Dongxian, que havia adormecido em cima dela. (pág. 46) O estudioso Pan Guangdan (潘光旦) chegou à conclusão de que muitos imperadores da dinastia Han teve um ou mais parceiros sexuais masculinos. No entanto, excepto em casos incomuns, como o do Imperador Ai, os homens nomeados pelas suas relações homossexuais nas histórias oficiais parecem ter tido também vidas heterossexuais activas. Com a ascensão da dinastia Tang, a China tornou-se cada vez mais influenciada pelos costumes sexuais dos estrangeiros da Ásia Ocidental e Central, e as companheiras femininas começaram a substituir os companheiros masculinos em termos de poder e posição familiar. A dinastia Song seguinte foi a última dinastia a incluir um capítulo sobre os companheiros masculinos dos imperadores em documentos oficiais. Durante estas dinastias, a atitude geral em relação à homossexualidade ainda era tolerante, mas os amantes do sexo masculino começaram a ser vistos como menos legítimos em comparação com as esposas e espera-se que os homens se casem e continuem a linhagem familiar.
Durante a Dinastia Ming, diz-se que o Imperador Zhengde teve uma relação homossexual com um líder muçulmano chamado Sayyid Husain. No final da Dinastia Ming, a homossexualidade começou a ser chamada de "costume do sul" devido ao fato de Fujian ser o local de um sistema único de casamentos masculinos, atestado pelo burocrata erudito Shen Defu e pelo escritor Li Yu, e mitificado no conto popular de Tu'er Shen. A dinastia Qing instituiu a primeira lei contra a homossexualidade consensual e não monetizada na China. No entanto, a punição designada, que incluía um mês de prisão e 100 golpes pesados, era na verdade a punição mais leve que existia no sistema jurídico Qing.(p144) A homossexualidade começou a ser eliminada na China pelo Movimento de Auto-Fortalecimento, quando a homofobia foi importado para a China junto com a ciência e a filosofia ocidentais. .
A homossexualidade no Japão, mais conhecida como "Shudo" ou "Nanshoku", foi documentada por mais de duzentos anos e possui conexões com a Homossexualidade Monástica e a Tradição Samurai. A cultura do amor homossexual foi representada e celebrada tanto em pinturas como na literatura. Da mesma forma, na Tailândia, kathoey, ou "garotos afeminados", têm sido uma característica da sociedade tailandesa há muitos séculos, e os reis tailandeses tinham amantes tanto masculinos quanto femininos. Embora kathoey possa abranger simples efeminação ou travestismo, é mais comumente tratado na cultura tailandesa como um terceiro gênero. Eles são geralmente aceitos pela sociedade.

## Europa

### Antiguidade
Os primeiros documentos ocidentais (na forma de obras literárias, objetos de arte e materiais mitográficos) relativos às relações entre pessoas do mesmo sexo derivam da Grécia antiga. A prática formal, uma relação erótica, mas muitas vezes contida, entre um homem adulto nascido livre (isto é, não escravo ou liberto) e um adolescente nascido livre, era valorizada pelos seus benefícios pedagógicos e como meio de controlo populacional, embora ocasionalmente culpada por causando desordem social. Platão elogiou os seus benefícios nos seus primeiros escritos, mas nas suas últimas obras propôs a sua proibição. No Simpósio (182B-D), Platão equipara a aceitação da homossexualidade à democracia, e a sua supressão ao despotismo, dizendo que a homossexualidade "é vergonhosa para os bárbaros por causa dos seus governos despóticos, tal como a filosofia e o atletismo o são, uma vez que aparentemente não está em prática". Os melhores interesses de tais governantes são que grandes ideias sejam geradas em seus súditos, ou amizades poderosas ou uniões físicas, todas as quais o amor é particularmente capaz de produzir”. Aristóteles, na sua Política, rejeitou as ideias de Platão sobre a abolição da homossexualidade (2.4); ele explica que bárbaros como os celtas lhe concederam uma honra especial (2.6.6), enquanto os cretenses o usaram para regular a população (2.7.5).

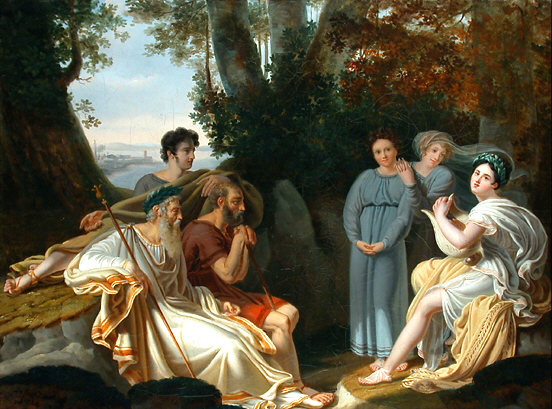
Mulheres jovens são retratadas cercando Safo nesta pintura de Lafond "Safo canta para Homero", 1824

Pouco se sabe sobre a homossexualidade feminina na antiguidade. Safo, nascido na ilha de Lesbos, foi incluído pelos gregos clássicos posteriores na lista canônica de nove poetas líricos. Os adjetivos derivados de seu nome e local de nascimento (sáfica e lésbica) passaram a ser aplicados à homossexualidade feminina a partir do século XIX. A poesia de Safo centra-se na paixão e no amor por vários personagens e ambos os sexos. Os narradores de muitos de seus poemas falam de paixões e amor (às vezes correspondidos, às vezes não) por várias mulheres, mas as descrições de atos físicos entre mulheres são poucas e sujeitas a debate. Não há evidências de que ela dirigisse uma academia para meninas. 

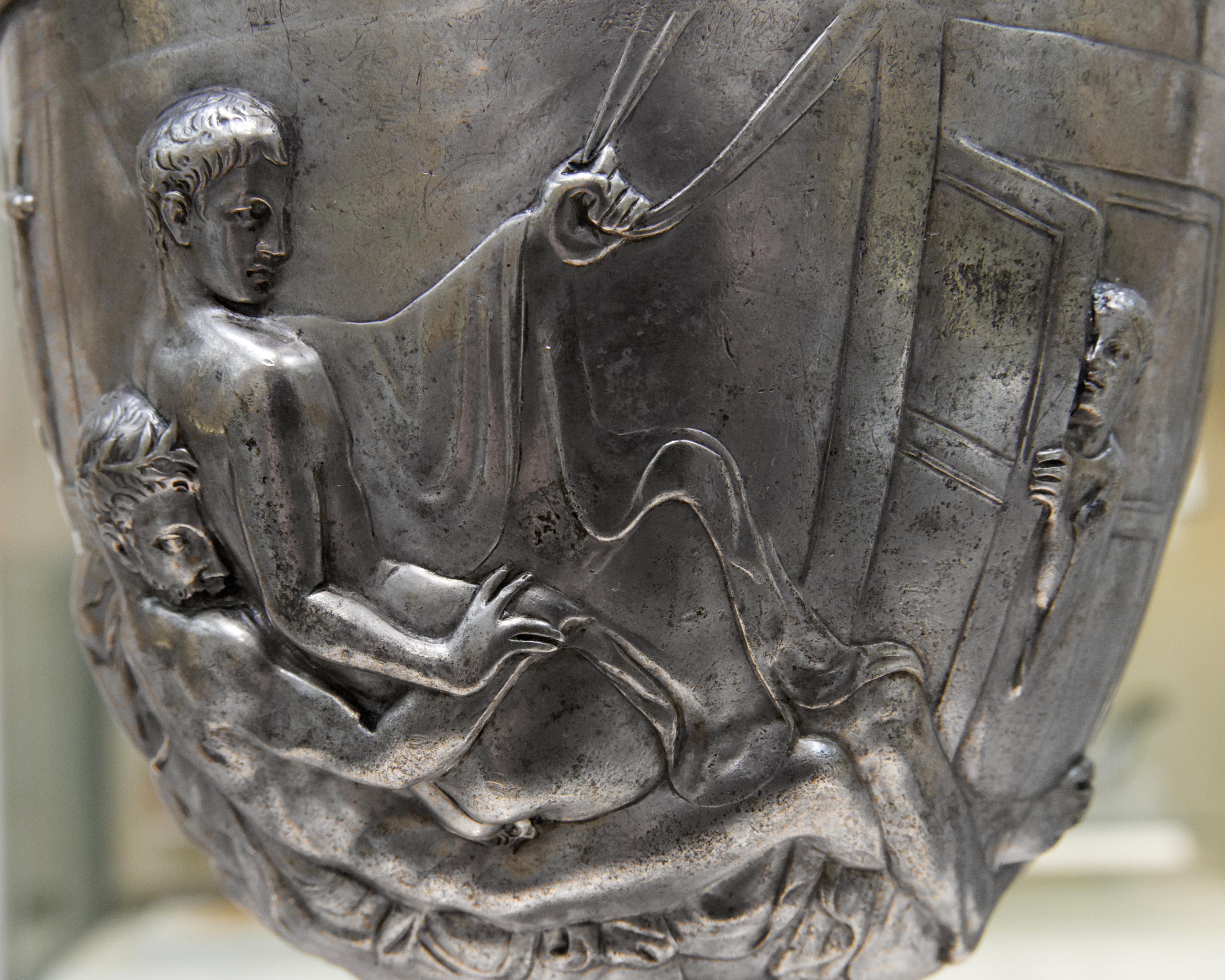
Homens romanos em relação sexual, meados do século I DC. Encontrado em Bittir (?), perto de Jerusalém

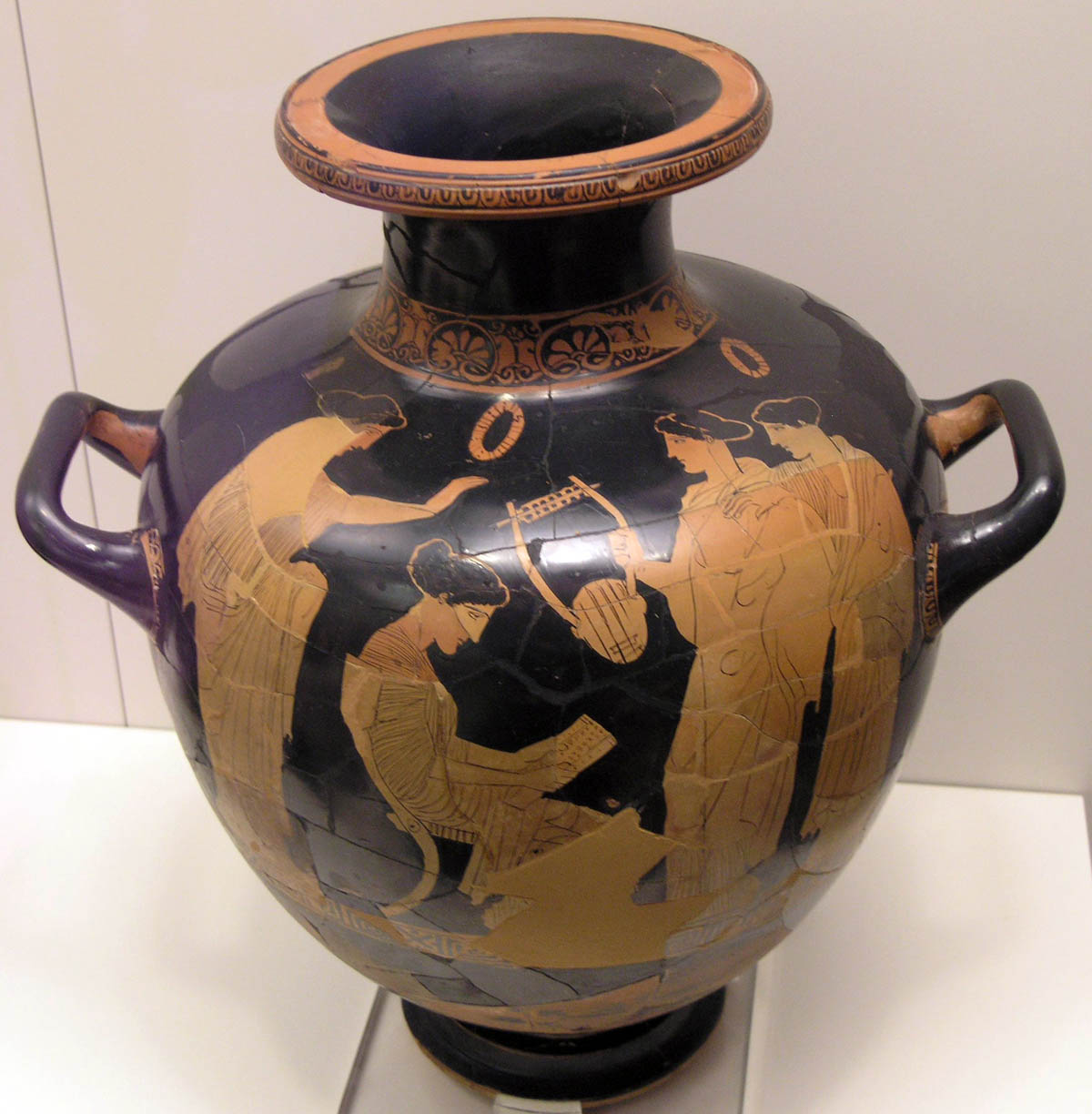
Safo lendo para seus companheiros em um vaso ático de c. 435 AC

Na Roma antiga, o corpo masculino jovem continuava a ser um foco de atenção sexual masculina, mas as relações eram entre homens livres mais velhos e escravos ou jovens libertos que assumiam o papel receptivo no sexo. O imperador helenófilo Adriano é conhecido pela sua relação com Antínous. No entanto, após a transição para o cristianismo, por volta de 390 d.C., o Imperador Teodósio I tornou a homossexualidade uma ofensa legalmente punível para o parceiro passivo: "Todas as pessoas que têm o costume vergonhoso de condenar o corpo de um homem, desempenhando o papel de uma mulher para o sofrimento de sexo estranho (pois eles não parecem ser diferentes das mulheres), expiará um crime deste tipo em chamas vingadoras à vista do povo.” Em 558, no final do seu reinado, Justiniano expandiu a proibição também ao parceiro ativo, alertando que tal conduta pode levar à destruição de cidades através da "ira de Deus". Não obstante estes regulamentos, os impostos sobre os bordéis de rapazes disponíveis para o sexo homossexual continuaram a ser cobrados até ao final do reinado de Anastácio I em 518.

### Idade Média

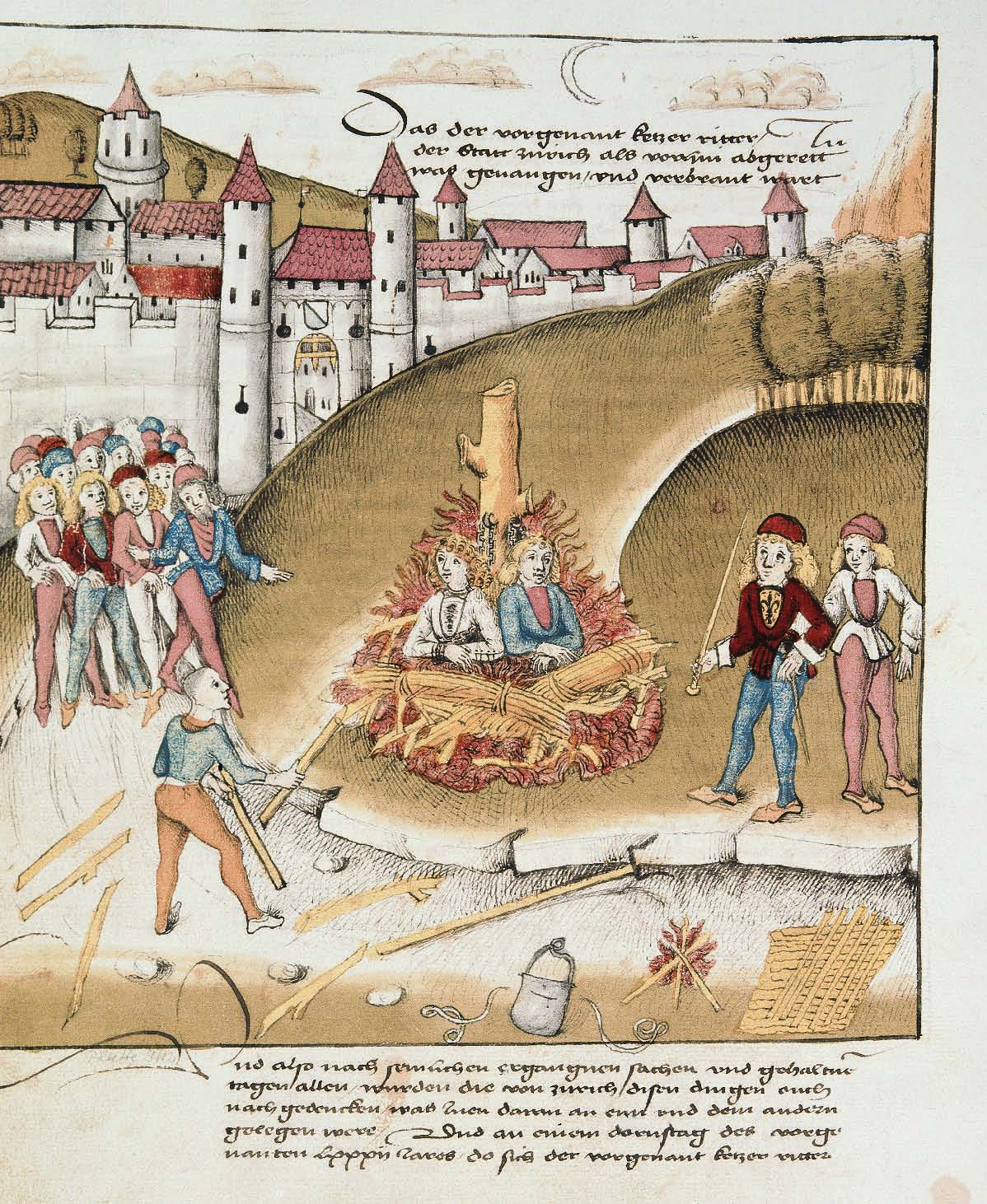
Dois homens, Richard Puller von Hohenburg e Anton Mätzler, acusados de sodomia, queimados na fogueira, Zurique 1482 (Biblioteca Central de Zurique)

Durante o período medieval na Europa, a homossexualidade foi geralmente condenada e considerada a moral da história de Sodoma e Gomorra. Os historiadores debatem se havia homossexuais e bissexuais proeminentes nesta época, mas argumenta-se que figuras como Eduardo II, Ricardo Coração de Leão, Filipe II Augusto e William Rufus estavam envolvidos em relacionamentos entre pessoas do mesmo sexo. Também durante o período medieval, existiam acordos legais chamados adelphopoiesis ("criação de irmãos") no Mediterrâneo Oriental ou affrèrement ("enbrotherment") na França que permitiam que dois homens compartilhassem alojamentos e reunissem seus recursos, compartilhando "um pão, um vinho, uma bolsa." Historiadores como John Boswell e Allan A. Tulchin argumentaram que esses acordos representaram uma forma inicial de casamento entre pessoas do mesmo sexo. Esta interpretação destes acordos permanece controversa.

### Renascença
Durante a Renascença, as cidades ricas do norte de Itália – Florença e Veneza em particular – eram conhecidas pela sua prática generalizada de amor entre pessoas do mesmo sexo, praticada por uma parte considerável da população masculina e construída de acordo com o padrão clássico da Grécia e de Roma. Mas mesmo que grande parte da população masculina se envolvesse em relações entre pessoas do mesmo sexo, as autoridades, sob a égide dos Oficiais da Noite, processavam, multavam e prendiam uma boa parte dessa população. Acredita-se que muitos dos artistas proeminentes que definiram o Renascimento, como Michelangelo e Leonardo da Vinci, tiveram relacionamentos com homens. O declínio deste período de relativa liberdade artística e erótica foi precipitado pela ascensão ao poder do monge moralizador Girolamo Savonarola. Na Inglaterra, "The Pardoner's Tale" de Geoffery Chaucer girava em torno de um personagem enigmático e enganoso que também é descrito como "um cavalo castrado ou uma égua", sugerindo que o narrador pensava que o Pardoner era um eunuco ("castrado") ou um homossexual.

### Modernidade

#### Modernidade inicial
As relações de figuras socialmente proeminentes, como o Rei Jaime I e o Duque de Buckingham, serviram para destacar a questão, inclusive em panfletos de rua de autoria anônima: "O mundo mudou, não sei como, Para os homens beijam os homens, não as mulheres agora;... De J. o Primeiro e Buckingham: Ele, é verdade, seus abraços de esposas fugiram, para destruir seu amado Ganimede "As cartas de amor anônimas entre um certo nobre falecido e o famoso Sr. Wilson foram publicadas em 1723 na Inglaterra e foi considerado por alguns estudiosos modernos como um romance. A edição de 1749 do popular romance de John Cleland, Fanny Hill, inclui uma cena homossexual, mas foi removida em sua edição de 1750. Também em 1749, a primeira defesa extensa e séria da homossexualidade em inglês, Ancient and Modern Pederasty Investigated and Exemplified, escrita por Thomas Cannon, foi publicada, mas foi suprimida quase imediatamente. Inclui a passagem: "O desejo não natural é uma contradição de termos; totalmente absurdo. O desejo é um impulso amoroso das partes humanas mais íntimas." Por volta de 1785, Jeremy Bentham escreveu outra defesa, mas esta só foi publicada em 1978. As execuções por sodomia continuaram na Holanda até 1803 e na Inglaterra até 1835.

#### Modernidade Tardia

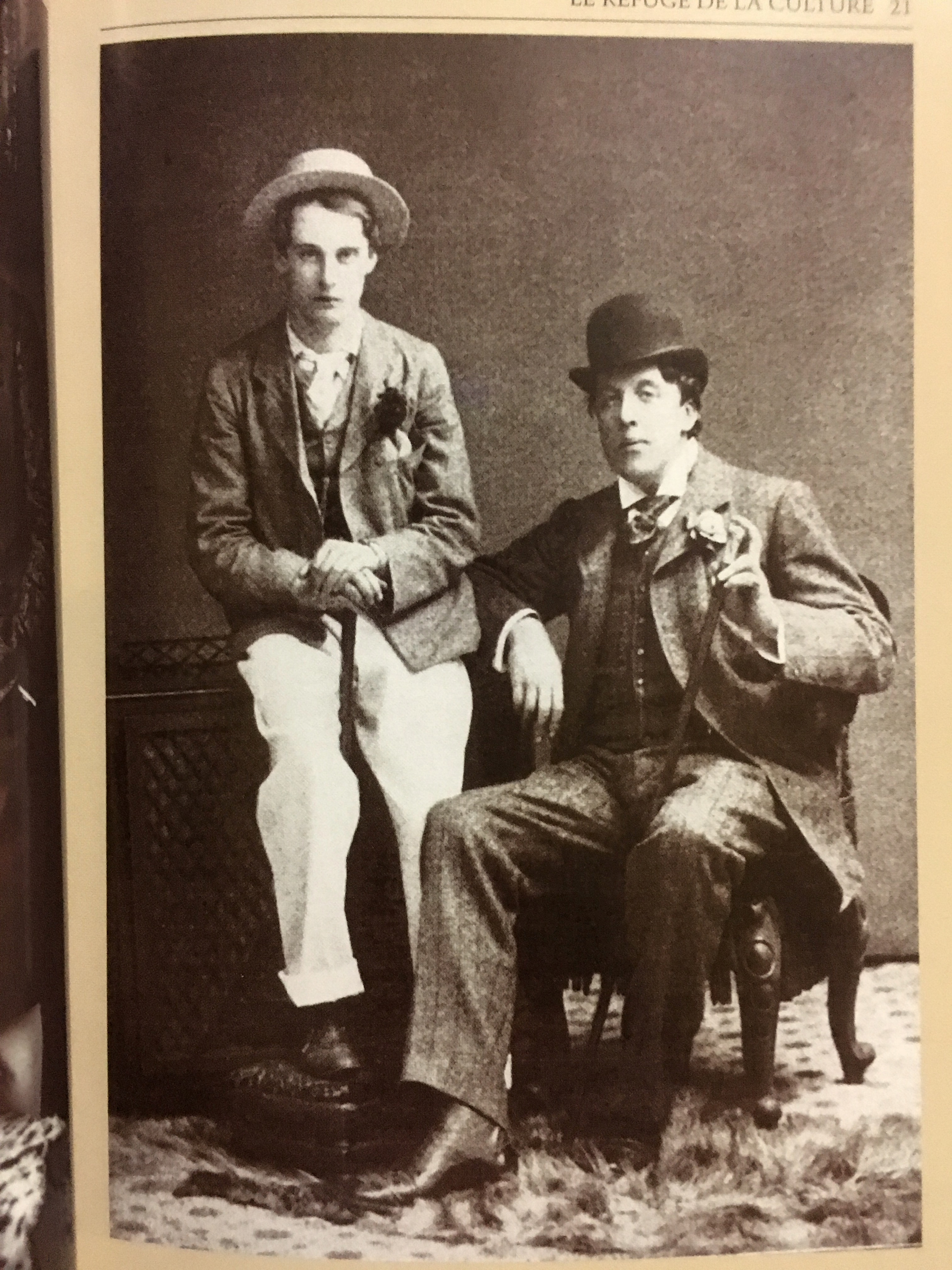
Oscar Wilde e Alfred Douglas, encontrados no livro "A longa marcha dos gays" (coleção "Découvertes Gallimard" [vol. 417]), de Frédéric Martel.

Entre 1864 e 1880, Karl Heinrich Ulrichs publicou uma série de doze tratados, que ele intitulou coletivamente Pesquisa sobre o enigma do amor masculino-viril. Em 1867, ele se tornou a primeira pessoa autoproclamada homossexual a falar publicamente em defesa da homossexualidade, quando defendeu no Congresso de Juristas Alemães em Munique uma resolução pedindo a revogação das leis anti-homossexuais. Sexual Inversion, de Havelock Ellis, publicado em 1896, desafiou as teorias de que a homossexualidade era anormal, bem como os estereótipos, e insistiu na onipresença da homossexualidade e na sua associação com realizações intelectuais e artísticas. Embora textos médicos como estes (escritos parcialmente em latim para obscurecer os detalhes sexuais) não fossem amplamente lidos pelo público em geral, levaram à ascensão do Comité Científico Humanitário de Magnus Hirschfeld, que fez campanha de 1897 a 1933 contra as leis anti-sodomia em Alemanha, bem como um movimento muito mais informal e não divulgado entre intelectuais e escritores britânicos, liderado por figuras como Edward Carpenter e John Addington Symonds. Começando em 1894 com Homogenic Love, o ativista socialista e poeta Edward Carpenter escreveu uma série de artigos e panfletos pró-homossexuais, e "se revelou" em 1916 em seu livro My Days and Dreams. Em 1900, Elisar von Kupffer publicou uma antologia de literatura homossexual desde a antiguidade até sua época, Lieblingminne und Freundesliebe in der Weltliteratur. O seu objectivo era alargar a perspectiva pública da homossexualidade para além de ser vista simplesmente como uma questão médica ou biológica, mas também como uma questão ética e cultural. Sigmund Freud, entre outros, argumentou que nem a sexualidade predominantemente diferente nem a do mesmo sexo eram a norma, em vez disso, o que é chamado de "bissexualidade" é a condição humana normal frustrada pela sociedade. Estes desenvolvimentos sofreram vários reveses, tanto coincidentes como deliberados. Por exemplo, em 1895, o famoso dramaturgo Oscar Wilde foi condenado por “indecência grosseira” no Reino Unido, e detalhes sinistros dos julgamentos (especialmente aqueles que envolviam jovens trabalhadores do sexo masculino) levaram a um maior escrutínio de todas as facetas das relações entre homens. A reação mais destrutiva ocorreu quando o Terceiro Reich visou especificamente as pessoas LGBT no Holocausto.

## Oriente médio

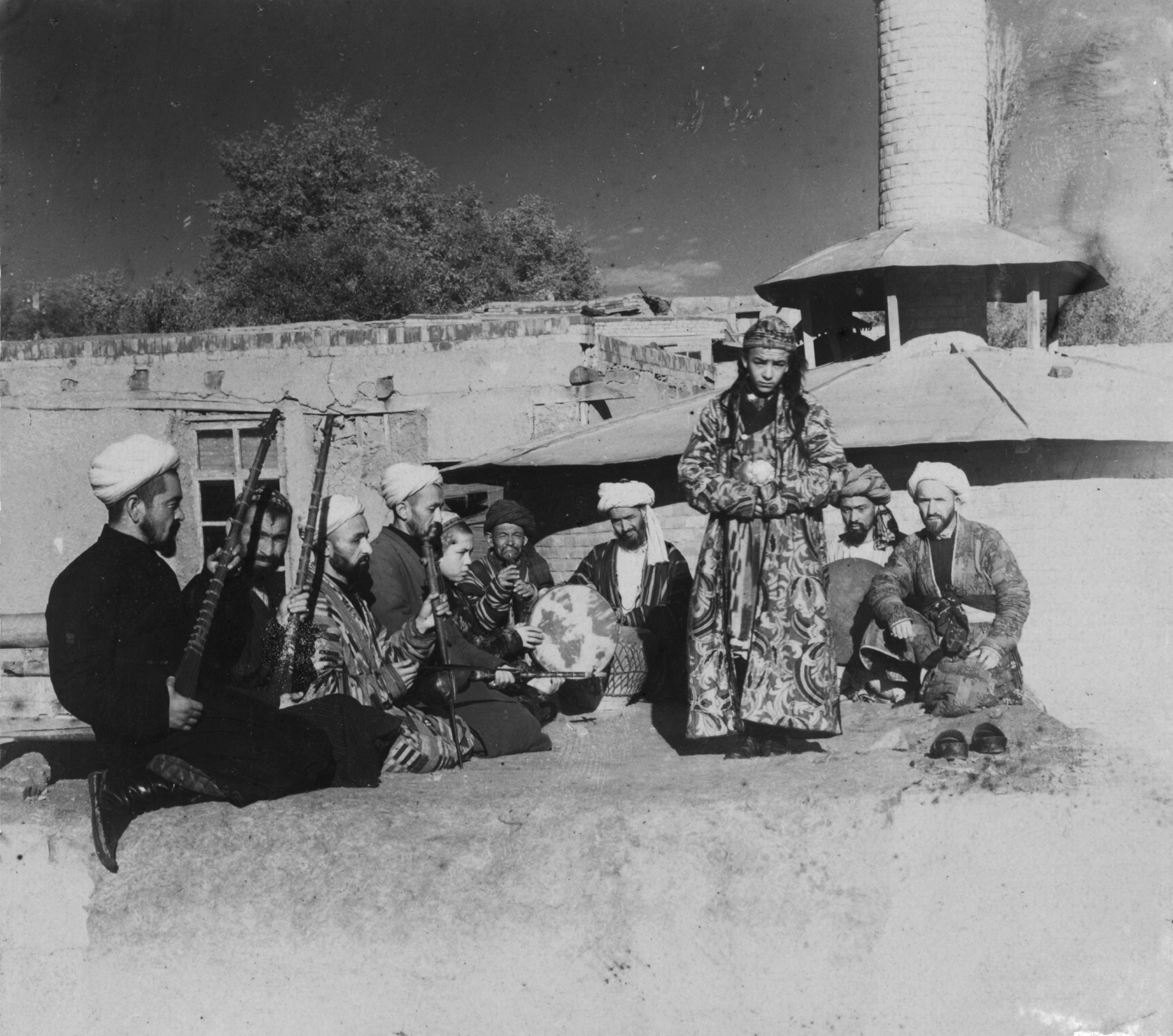
Dança de um bacchá (menino dançarino), Samarcanda, (cerca de 1905–1915), foto Sergei Mikhailovich Prokudin-Gorskii. Biblioteca do Congresso, Washington, DC

Existem alguns relatos de viajantes árabes para a Europa em meados do século XIX. Dois desses viajantes, Rifa'ah al-Tahtawi e Muhammad al-Saffar, mostram sua surpresa pelo fato de os franceses às vezes traduzirem deliberadamente poesia de amor sobre um menino, referindo-se a uma jovem, para manter suas normas sociais e morais. Entre os países modernos do Médio Oriente, as relações entre pessoas do mesmo sexo acarretam oficialmente a pena de morte em vários países, incluindo a Arábia Saudita e o Irão. Hoje, os governos do Médio Oriente ignoram frequentemente, negam a existência ou criminalizam a homossexualidade. O presidente iraniano, Mahmoud Ahmadinejad, durante seu discurso de 2007 na Universidade de Columbia, afirmou que não havia gays no Irã. Os homossexuais podem viver no Irão, mas são forçados a manter a sua sexualidade velada da sociedade, financiada e incentivada pela legislação governamental e pelas normas tradicionais.

### Mesopotâmia
Alguns textos religiosos assírios antigos contêm orações por bênçãos divinas nas relações homossexuais. Arte de relação sexual livremente retratada, praticada no âmbito de um ritual religioso, datada do 3º milénio a.C. As relações homossexuais com atendentes reais, entre soldados e aquelas em que um superior social era submisso ou penetrado eram tratadas como estupro ou vistas como maus presságios, e punições eram aplicadas.

## Sul da Ásia e Pacífico Sul
As Leis de Manu, a obra fundamental da lei hindu, mencionam um "terceiro sexo", cujos membros podem se envolver em expressões de gênero não tradicionais e atividades homossexuais. O Kama Sutra, escrito no século IV, descreve técnicas pelas quais os homossexuais realizam felação. Além disso, sabe-se que esses homens homossexuais também se casam, de acordo com o Kama Sutra: "Há também cidadãos do terceiro sexo, às vezes muito apegados uns aos outros e com total fé um no outro, que se casam juntos." (KS 2.9.36). Em muitas sociedades da Melanésia, especialmente na Papua Nova Guiné, as relações entre pessoas do mesmo sexo eram parte integrante da cultura até meados do século passado. Os Etoro e Marind-anim, por exemplo, até viam a heterossexualidade como pecaminosa e, em vez disso, celebravam a homossexualidade. Em muitas culturas tradicionais da Melanésia, um menino pré-púbere seria emparelhado com um adolescente mais velho que se tornaria seu mentor e que o "inseminaria" (oralmente, analmente ou topicamente, dependendo da tribo) durante vários anos, para que o mais jovem para também atingir a puberdade. Muitas sociedades melanésias, no entanto, tornaram-se hostis às relações entre pessoas do mesmo sexo desde a introdução do cristianismo pelos missionários europeus.

## África

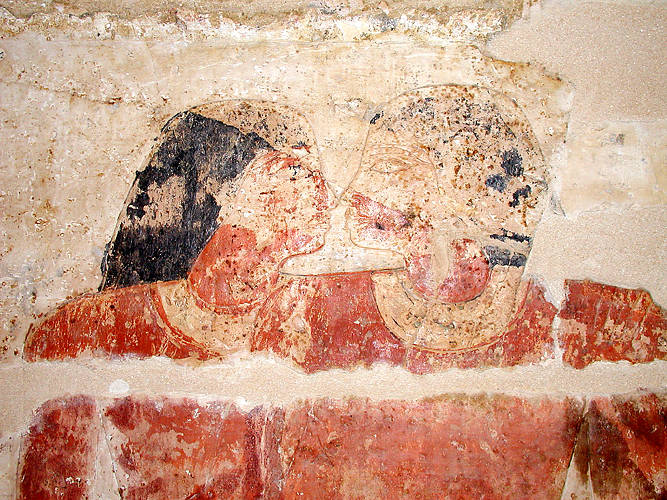
No Egito Antigo: Nyankh-khnum e Khnum-hotep se beijando

A homossexualidade no Antigo Egito é um assunto apaixonadamente disputado dentro da egiptologia: historiadores e egiptólogos debatem que tipo de visão a sociedade egípcia antiga promoveu sobre a homossexualidade. Apenas algumas dicas diretas sobreviveram até hoje e muitas indicações possíveis são apenas vagas e oferecem muito espaço para especulação. O caso mais conhecido de possível homossexualidade no Antigo Egito é o dos dois altos funcionários Nyankh-Khnum e Khnum-hotep. Ambos os homens viveram e serviram sob o faraó Niuserre durante a 5ª Dinastia (c. 2.494–2.345 aC). Nyankh-Khnum e Khnum-hotep tinham famílias próprias com filhos e esposas, mas quando morreram suas famílias aparentemente decidiram enterrá-los juntos em uma única tumba de mastaba. Nesta mastaba, diversas pinturas retratam os dois homens se abraçando e tocando o rosto, nariz com nariz. Essas representações deixam muito espaço para especulações, porque no Antigo Egito o toque nariz no nariz normalmente representava um beijo.
Egiptólogos e historiadores discordam sobre como interpretar as pinturas de Nyankh-khnum e Khnum-hotep. Alguns estudiosos acreditam que as pinturas refletem um exemplo de homossexualidade entre dois homens casados e provam que os antigos egípcios aceitavam relações entre pessoas do mesmo sexo. Outros estudiosos discordam e interpretam as cenas como uma evidência de que Nyankh-khnum e Khnum-hotep eram gêmeos, possivelmente gêmeos siameses. Independentemente da interpretação correta, as pinturas mostram, no mínimo, que Nyankh-khnum e Khnum-hotep devem ter sido muito próximos um do outro na vida e na morte. Ainda não está claro que visão exata os antigos egípcios fomentavam sobre a homossexualidade. Qualquer documento e literatura que realmente contenha histórias de orientação sexual nunca nomeia a natureza dos atos sexuais, mas em vez disso usa paráfrases afetadas e floreadas. Embora as histórias sobre Seth e seu comportamento sexual possam revelar pensamentos e pontos de vista bastante negativos, a inscrição na tumba de Nyankh-khnum e Khnum-hotep pode, em vez disso, sugerir que a homossexualidade também era aceita. Documentos egípcios antigos nunca dizem claramente que as relações entre pessoas do mesmo sexo eram vistas como repreensíveis ou desprezíveis. E nenhum documento do Antigo Egito menciona que os atos homossexuais eram punidos. Assim, uma avaliação direta permanece problemática.
No século 19, Mwanga II (1868–1903), o Kabaka de Buganda fazia sexo regularmente com seu pajem masculino.

## Pós segunda guerra mundial

### O mundo ocidental e os movimentos de direitos LGBTQ+
Após a Segunda Guerra Mundial, a história da homossexualidade nas sociedades ocidentais progrediu em caminhos muito semelhantes e muitas vezes interligados. Em 1948, o biólogo americano Alfred Kinsey publicou Sexual Behavior in the Human Male, popularmente conhecido como Kinsey Reports. Em 1957, o governo do Reino Unido encomendou o relatório Wolfenden para rever as leis anti-sodomia do país; o relatório final aconselhou a descriminalização da conduta homossexual consensual, embora as leis só tenham sido alteradas nos dez anos seguintes. A homossexualidade foi considerada um transtorno psiquiátrico por muitos anos, embora os estudos nos quais essa teoria se baseou tenham sido posteriormente considerados falhos. Em 1973, a homossexualidade foi desclassificada como doença mental no Reino Unido. Em 1986, todas as referências à homossexualidade como transtorno psiquiátrico foram removidas do Manual Diagnóstico e Estatístico de Transtornos Mentais (DSM) da Associação Psiquiátrica Americana.
Durante a Revolução Sexual, o ideal sexual entre sexos diferentes tornou-se completamente separado da procriação, mas ao mesmo tempo distanciou-se da sexualidade entre pessoas do mesmo sexo. Muitas pessoas consideraram esta libertação da sexualidade entre sexos diferentes como uma forma de levar a mais liberdade para a sexualidade entre pessoas do mesmo sexo. Os motins de Stonewall foram uma série de conflitos violentos entre policiais da cidade de Nova York e os clientes do Stonewall Inn, um ponto de encontro gay em Greenwich Village. O motim começou na sexta-feira, 27 de junho de 1969, durante uma batida policial de rotina, quando mulheres e homens trans, gays, lésbicas, travestis de rua e outras pessoas de rua reagiram no espírito dos movimentos pelos direitos civis da época. Este motim terminou na manhã de 28 de junho, mas manifestações menores ocorreram no bairro durante o resto da semana. Após os tumultos, muitas organizações pelos direitos dos homossexuais foram formadas, como a Frente de Libertação Gay (GLF). Um ano depois, foi realizada a primeira marcha do orgulho gay para marcar o aniversário do levante.

## Considerações historiográficas
Numa carta de 1868 a Karl Heinrich Ulrichs, os termos homossexual e heterossexual foram cunhados por Karl-Maria Kertbeny e depois publicados em dois panfletos em 1869. Estes tornaram-se os termos padrão quando usados por Richard von Krafft-Ebing em seu Psychopathia Sexualis (1886). O termo bissexualidade, enquanto orientação sexual foi inventado no século XX, quando as identidades sexuais foram definidas pelo sexo predominante pelo qual as pessoas são atraídas e, portanto, era necessário um rótulo para aqueles que não são predominantemente atraídos por um sexo. Isto salienta que a história da sexualidade não é apenas a história da sexualidade entre sexos diferentes mais a história da sexualidade entre pessoas do mesmo sexo, mas uma concepção mais ampla de eventos históricos à luz do nosso conceito ou conceitos modernos de sexualidade tomados em sua forma mais ampla. e/ou definições literais. Personalidades históricas são frequentemente descritas usando termos modernos de identidade sexual, como hetero, bissexual, gay ou queer. Aqueles que são a favor desta prática dizem que isto pode realçar questões como a historiografia discriminatória, por exemplo, colocando em relevo até que ponto as experiências sexuais entre pessoas do mesmo sexo são excluídas das biografias de figuras notáveis, ou até que ponto as sensibilidades resultantes da atração pelo mesmo sexo são excluídos da consideração literária e artística de obras importantes, e assim por diante. Além disso, uma situação oposta é possível na sociedade moderna: alguns pesquisadores que apoiam LGBT aderem às teorias homossexuais, excluindo outras possibilidades. No entanto, muitos, especialmente no mundo académico, consideram a utilização de rótulos modernos problemática, devido às diferenças nas formas como as diferentes sociedades construíram identidades de orientação sexual e às conotações de palavras modernas como queer. Por exemplo, em muitas sociedades, os atos sexuais entre pessoas do mesmo sexo eram esperados, ou completamente ignorados, e nenhuma identidade foi construída com base neles. Outros académicos reconhecem que, por exemplo, mesmo nos dias modernos, nem todos os homens que têm relações sexuais com homens se identificam com qualquer um dos termos modernos relacionados, e que termos para outras identidades modernas construídas ou medicalizadas (como nacionalidade ou deficiência) são rotineiramente utilizados. em contextos anacrônicos como meros descritores ou para facilitar a compreensão moderna; portanto, eles não têm escrúpulos em fazer o mesmo em relação à orientação sexual. Os trabalhos acadêmicos geralmente especificam quais palavras serão utilizadas e em qual contexto. Os leitores são alertados para evitarem fazer suposições sobre a identidade de figuras históricas com base no uso dos termos mencionados acima.

### Grécia e Roma Antigas
Os homens gregos tinham grande liberdade na sua expressão sexual, mas as suas esposas eram severamente restringidas e dificilmente podiam circular pela cidade sem supervisão se tivessem idade suficiente para que as pessoas perguntassem de quem ela era mãe e não de quem era esposa. Os homens também podiam procurar rapazes adolescentes como parceiros, como mostram alguns dos primeiros documentos relativos a relações pederásticas entre pessoas do mesmo sexo, que vêm da Grécia Antiga. Embora os meninos escravos pudessem ser comprados, os meninos livres tinham de ser cortejados, e materiais antigos sugerem que o pai também tinha de consentir no relacionamento. Tais relacionamentos não substituíram o casamento entre homem e mulher, mas ocorreram antes e durante o casamento. Um homem maduro normalmente não teria um companheiro maduro (embora houvesse exceções, entre as quais Alexandre, o Grande); ele seria o erastes (amante) de um jovem eromenos (amado). Dover sugere que era considerado impróprio que os eromenos sentissem desejo, pois isso não seria masculino. Movido pelo desejo e pela admiração, o Erastes se dedicaria desinteressadamente a fornecer toda a educação que seu eromenos necessitava para prosperar na sociedade. Nos últimos tempos, a teoria de Dover sugere que, questionada à luz das evidências massivas da arte antiga e da poesia amorosa, existe uma ligação mais emocional do que os investigadores anteriores gostavam de reconhecer. Algumas pesquisas mostraram que os antigos gregos acreditavam que o sêmen era a fonte do conhecimento e que essas relações serviam para transmitir a sabedoria do erastes ao eromenos.
A “mentalidade de conquista” dos antigos romanos moldou as práticas homossexuais romanas. Na República Romana, a liberdade política de um cidadão era definida em parte pelo direito de preservar o seu corpo da compulsão física ou do uso por terceiros; para o cidadão do sexo masculino submeter seu corpo à dádiva de prazer era considerado servil. Enquanto um homem desempenhasse o papel de penetração, era socialmente aceitável e considerado natural para ele ter relações com pessoas do mesmo sexo, sem uma perda percebida da sua masculinidade ou posição social. O sexo entre cidadãos do sexo masculino de igual estatuto, incluindo soldados, foi menosprezado e, em algumas circunstâncias, penalizado severamente. Os corpos de jovens cidadãos eram estritamente proibidos e a Lex Scantinia impunha penas àqueles que cometiam um crime sexual (stuprum) contra um menor nascido livre do sexo masculino.

## Leitura complementar
- Campbell, David A., ed. (1982). «Introduction». Greek Lyric I:Sappho and Alcaeus. Cambridge, Mass.: [s.n.] ISBN 0-674-99157-5. OCLC 8805576
- D. L. Davis and R. G. Whitten, "The Cross-Cultural Study of Human Sexuality", Annual Review of Anthropology, Vol. 16: 69–98, October 1987, doi:10.1146/annurev.an.16.100187.000441
- Foucault, Michel (1986), The History of Sexuality, ISBN 0-394-41775-5, Pantheon Books
- Gwen J. Broude and Sarah J. Greene, "Cross-Cultural Codes on Twenty Sexual Attitudes and Practices", Ethnology, Vol. 15, No. 4 (Oct., 1976), pp. 409–429.